# Volk en Staat
Volk en Staat was een Vlaams dagblad, opgericht op 15 november 1936 als voortzetting van De Schelde. De krant was gelieerd aan de Vlaams-nationalistische politieke partij het Vlaams Nationaal Verbond (VNV).
In 1938 werd Antoon Mermans hoofdredacteur en kreeg Staf de Clercq het merendeel van de aandelen in handen. Na een schorsing op 1 januari 1940, waarna korte tijd niet gedrukt werd, mocht Volk en Staat vanaf 27 februari 1940 opnieuw verschijnen. Ook na de inval van 10 mei 1940 in België, aan het begin van de Tweede Wereldoorlog, stopte de druk van Volk en Staat. Hoofdredacteur Mermans en beheerder Karel Peeters waren gevangengenomen. Na vrijlatingen mocht er met restricties voor de rest van de oorlog gedrukt worden.
Vanaf 13 juni 1940 kwam de krant opnieuw van de pers, nu met twee uitgaven. Uitgave A, onder hoofdredactie van Mermans, had een volks karakter gekregen. Uitgave B, onder hoofdredactie van Jan Brans, was voor de intellectuelen. De oplage van Volk en Staat schommelde tijdens de bezetting tussen 40.000 en 50.000. De krant volgde helemaal de collaboratiepolitiek van het VNV.
Het laatste nummer van de krant verscheen op maandag 4 sept 1944. Op de voorpagina stond als kop: 'Dietschland houzee! Ons volk zal niet vergaan!'. Door de bevrijding van België kwam er meteen een einde aan de publicatie.